# Костянтинівська батарея (Севастополь)
Костянтинівська батарея  — фортифікаційна споруда в Севастополі, розташована на вході в Севастопольську бухту на однойменному мисі. Зараз музей.

## Історія
В ході російсько-турецької війни 1768—1774 років Крим фактично опинився під контролем Росії. Перші земляні укріплення на вузькому вході в Севастопольську бухту, де зараз розташована батарея, були збудовані за наказом Олександра Суворова у 1778 році.
У 1794 році земляні укріплення були замінені на двоповерхові кам'яно-земляні за проектом Франца де Волана.
У 1834 під керівництвом інженера-полковника Карла Бюрно розроблений проект сучасної батареї. У 1840 батарея була збудована, керівниками будівництва були інженер-полковник Ґустав Фьолкерзам, пізніше інженер-полковник Павловський.
Батарея споруджена у вигляді підкови, загальна довжина 230 метрів, ширина — 25 метрів. Розрахована на 94 знаряддя (50 24-фунтових гармат, 34 однопудових та 4 полутаропудових довгих «єдинорогів» та 6 п'яти пудових мортир). Головний будівельний матеріал — кримбальський вапняк з Кілен-балки.
Основна споруда форту оточена морем з трьох сторін, двоповерхова, всередині анфіладно-коридорна, з бійницями для пальби. Плоский дах, який був захищений бруствером та використовувався як фланк, з двох кінців замкнений башнями-барбетами. З горжи (тилу) форт був захищений двоярусною казармою з ровом та кам'яним ескарпом.
Під час Кримської війни 11 вересня 1854 року поряд з батареєю були затоплені сім застарілих кораблів: фрегати «Сізополь», «Флора», кораблі «Уриїл», «Три Святителя», «Силістрія», «Селафаіл», «Варна». Це було зроблено, щоб флот противника не міг зайти в бухту. 5 жовтня 1854 під час першого бомбардування Севастополя батарея зазнала атаки з боку 11 англійських лінійних кораблів. Проти 428 знарядь кораблів батарея могла відповідати 43 знаряддями, що розташовувались в зоні обстрілу. За підсумками бою батарея отримала значні пошкодження, було 5 вбитих та 50 поранених та контужених. Три англійських кораблі вийшли з бою через пожежу, викликану зустрічним обстрілом.
Після Кримської війни батарея використовувалась для нагляду та охорони входу в бухту.
Наприкінці оборони Севастополя під час Другої світової війни у червні 1942 на Констянтинівський форт відійшли військові 95-ї стрілкової дивізії на чолі з командиром 161-го стрілкового полку І. П. Дацко, бійці берегових батарей та 178-го інженерного батальйону Чорноморського флоту. Задачею було захистити рейд Севастопольської бухти для забезпечення морської евакуації міста. 70 військовиків змогли тримати масований обстріл протягом 3 днів. На місці братської могили загиблих пізніше, у 1944, встановили пам'ятник. Частині з них вдалося покинути батарею. Комісар Кулинич підірвав себе разом зі складом боєприпасів під час підходу німецької армії.
В результаті боїв батарея була сильно пошкоджена, а горжева казарма майже повністю знищена.
1979—1983 року були проведені реставраційні роботи лише фасадної частини, з відновленням втрачених архітектурних елементів та встановленням декоративних гармат (архітектори А, Л.Шеффер, І. Ю. Виленчик). 
Після розпаду СРСР та до анексії Криму Росією батарея знаходилась в оренді Чорноморського флоту Росії.
2015 року під керівництвом Російського географічного товариства розпочалась реконструкція комплексу. Після завершення реконструкції 4 листопада 2017 Костянтинівська батарея відкрита як музей.

## Додаткові факти
- За батареєю закріплена друга назва Костянтинівський равелін. Проте, фактично вона не може вважатися равеліном, бо равелін — це допоміжна будова, що має заважати ворогу підійти до стін основної фортеці та її обстрілу. Костянтинівська казематна батарея сама є головною фортифікаційною спорудою[3].
- Щоденно о 12-й годині з батареї здійснюється холостий гарматний постріл. Традиція полуденного пострілу була заведена 1819 року одночасно в Севастополі та Миколаєві, у 1920-х була перервана та відновлена у 1982 році до 200-річчя міста. 2003 року полуденні постріли знову припинилися через брак холостих знарядь. З 2016 року постріли знову відновлені[3][4]
- За 1 кілометр від Костянтинівської батареї розташована Михайлівська батарея, яка збудована також за проектом Карла Бюрно у 1841—1847. Зараз там також розташований музей.